# ناتالی پورتر
ناتالی پورتر (انگلیسی: Natalie Porter؛ زادهٔ ۱۶ دسامبر ۱۹۸۰) بازیکن بسکتبال اهل استرالیا است.
وی در مسابقات کشوری و بین‌المللی در مجموع برندهٔ ۱ مدال نقره شده‌است.